# Bellmunt del Priorat
Bellmunt del Priorat, Bellmunt de Ciurana o simplement Bellmunt és un municipi de la comarca del Priorat. Amb uns 300 habitants que hi viuen tot l'any, que en èpoques de festes i estiu pot arribar als 400 habitants, és al sud de la comarca, lleugerament cap a ponent i migdia. Limita a llevant amb el de Falset, al sud amb el del Masroig, a ponent amb el del Molar, i al nord amb el de Gratallops, tots ells pertanyents al Priorat.

## Etimologia
Bellmunt del Priorat és un topònim compost. La primera part està formada per l'agrupació de dues paraules ja romàniques: "bell" i "munt", encara existents en català actual i amb el mateix significat la primera; "munt" en català antic volia dir "muntanya" (el significat de "munt" com a "grup", "pila" o "conjunt nombrós de" és un ús metafòric de l'anterior). Així doncs, el seu significat és, senzillament, el de "muntanya bella". El complement del nom, "del Priorat" també és ben fàcil d'entendre, ja que ens remet a la seva adscripció comarcal. El nom de Bellmunt per a aquesta població ja està documentat en el segle xiii.

## Geografia
- Llista de topònims de Bellmunt del Priorat (Orografia: muntanyes, serres, collades, indrets..; hidrografia: rius, fonts...; edificis: cases, masies, esglésies, etc).

Termes municipals limítrofs:
|          | Gratallops |        |
| El Molar |            | Falset |
|          | El Masroig |        |

El riu Siurana marca la seva delimitació pel nord i nord-oest, i els altres torrents o barrancs que marquen les valls del terme són tots afluents seus: el barranc Fondo i el barranc de les Calderetes, a ponent del terme, i el barranc del Torrent -un brancal anomenat simplement "lo Torrent"- al nord. També travessa el terme, pel costat sud, el barranc dels Molins, que procedeix del barranc de la Foïna, al terme de Falset; és on hi ha els antics Molins de la Vila.
El punt més elevat del terme es troba a l'est del terme municipal, a la zona del Mas del Mariano partint amb el terme de Falset, amb una alçada de 392 m. Un altre punt destacat és el turó anomenat lo Sarraí, de 356 m. d'alçària, al sud-oest de la vila, però tot ell és molt accidentat, com la resta de la comarca, entre serrats que voregen els 350 msnm i fons de valls a l'entorn dels 150. El Siurana discorre entre els 125 i els 80, dins d'aquest terme. A l'extrem sud del terme hi ha el Puig Roig, de 172 metres, en el qual hi ha un antic poblat ibèric. Tanmateix, la major part del jaciment és dins del terme veí del Masroig.
La vila, a 261 metres d'altitud, és l'únic nucli de població del municipi. Les mines de Bellmunt, en tres indrets diferents del municipi (Mina Eugènia, Mina del Barranc Fondo, i Mina Règia Antiga i Mina Règia), i una desena de masies disperses, algunes abandonades i en ruïnes, i antics molins completen el terme municipal: la Casa Gran, la Caseta del Cros, lo Mas del Mariano, lo mas del Sobirat (n'hi ha dos amb aquest nom), lo Mas d'en Gil, lo Mas d'en Pallejà, los Molins de la Vila, los Palellets, entre els que es conserven físicament o en memòria.
| 1497 f | 1515 f | 1553 f | 1717 | 1787 | 1857 | 1877 | 1887 | 1900 | 1910 |
| ------ | ------ | ------ | ---- | ---- | ---- | ---- | ---- | ---- | ---- |
| 21     | 14     | 22     | -    | -    | 540  | 572  | 693  | 731  | 953  |

| 1920  | 1930  | 1940 | 1950 | 1960  | 1970 | 1981 | 1990 | 1992 | 1994 |
| ----- | ----- | ---- | ---- | ----- | ---- | ---- | ---- | ---- | ---- |
| 1.321 | 1.014 | 796  | 877  | 1.035 | 678  | 366  | 327  | 304  | 304  |

| 1996 | 1998 | 2000 | 2002 | 2004 | 2006 | 2008 | 2010 | 2012 | 2014 |
| ---- | ---- | ---- | ---- | ---- | ---- | ---- | ---- | ---- | ---- |
| 303  | 307  | 310  | 311  | 308  | 324  | 347  | 350  | 336  | 307  |

| 2016 | 2018 | 2020 | 2022 | 2024 | 2026 | 2028 | 2030 | 2032 | 2034 |
| ---- | ---- | ---- | ---- | ---- | ---- | ---- | ---- | ---- | ---- |
| 296  | 300  | 273  | 272  | 298  | -    | -    | -    | -    | -    |

## Història
Pascual Madoz es refereix a Bellmunt en el seu Diccionario geográfico... dient que el poble és dalt d'un turó combatut pels vents de llevant i de ponent, i el seu clima produeix febres gàstriques. Tenia en aquell moment 73 cases, una plaça, dos carrers, una font i l'església parroquial de Santa Llúcia, servida per un capellà. El cementiri, segons Madoz, és en un paratge que no ofèn la salut pública.
El terra és pissarrós; hi ha dues muntanyes plenes de vinya, i és banyat pel riu Siurana, a més de dos torrents que baixen de Falset. S'hi produeix vi, ametlles, avellanes, oli i altres llegums i fruites. De bestiar, s'hi crien sobretot ovelles, ases i mules, i hi ha caça de perdius i de conills, a més d'una mica de pesca. Encara, hi ha una fàbrica d'aiguardent, dos molins de farina i tres d'oli. S'hi congreguen 73 veïns (caps de casa) i 346 ànimes (habitants).

### L'Ajuntament
D'ençà les primeres eleccions democràtiques (1979), Bellmunt del Priorat ha tingut els alcaldes següents:
- Ramon Margalef i Cervera (1979 - 1987)
- Carme Simó i Secall (1987 - 1991)
- Joaquim Torné i Roigé (1991 - 2003)
- Maria Secall i Masip (2003 - 2011)
- Josep Maria Torné i Secall (2011 - 2020)
- Francesc Calpe i Marquet (2020-actualitat)

Des del 1979, Bellmunt del Priorat ha tingut els regidors següents: Jordi Alentorn Torné, Francesc Calpe Marquet, Antonio Cano Bayarre, Ramon Marco Casas, Ramon Margalef Cervera, Pura Natàlia Margalef Martí, José Martínez Pérez, Joan Piñol Navarro, Carles Pujol Ripoll, Josep Maria Salsench Márquez, Josep Salsench Pedrol, Maria Secall Masip, Maria del Mar Sentís Borràs, Carme Simó Secall, Joaquim Torné Roigé, Josep Maria Torne Secall, José Vega Gómez i Vanesa Vega Verdejo.

#### Eleccions municipals
Llista d'alcaldes i nombre de regidors per partit
| Junts                                                                           | -      | -  | - | - | - | - | - | - | - | - | 7 | - |
| PSC                                                                             | -      | -  | 4 | 3 | 3 | 2 | - | - | - | - | - | - |
| ERC                                                                             | -      | -  | - | - | - | - | - | - | - | - | - | 7 |
| CiU                                                                             | -      | -  | 3 | 4 | 4 | 5 | 7 | 7 | 7 | 7 | - | - |
| PSUC                                                                            | 2      | -  | - | - | - | - | - | - | - | - | - | - |
| Altres                                                                          | 5a; 0b | 7a | - | - | - | - | - | - | - | - | - | - |
| Total                                                                           | 7      | 7  | 7 | 7 | 7 | 7 | 7 | 7 | 7 | 7 | 7 | 7 |
| a Agrupació d'Electors Llicorell; b Organización Revolucionaria de Trabajadores |        |    |   |   |   |   |   |   |   |   |   |   |

## Comunicacions
Una sola carretera arriba a Bellmunt: la TP-7101 (Falset-Bellmunt del Priorat), de 5 quilòmetres de recorregut. Hi ha, però, diversos camins rurals i locals transitables en vehicle. Travessa el terme també el GR-174, conegut com a Sender del Priorat, venint de Falset per anar al Lloar.

## Mines

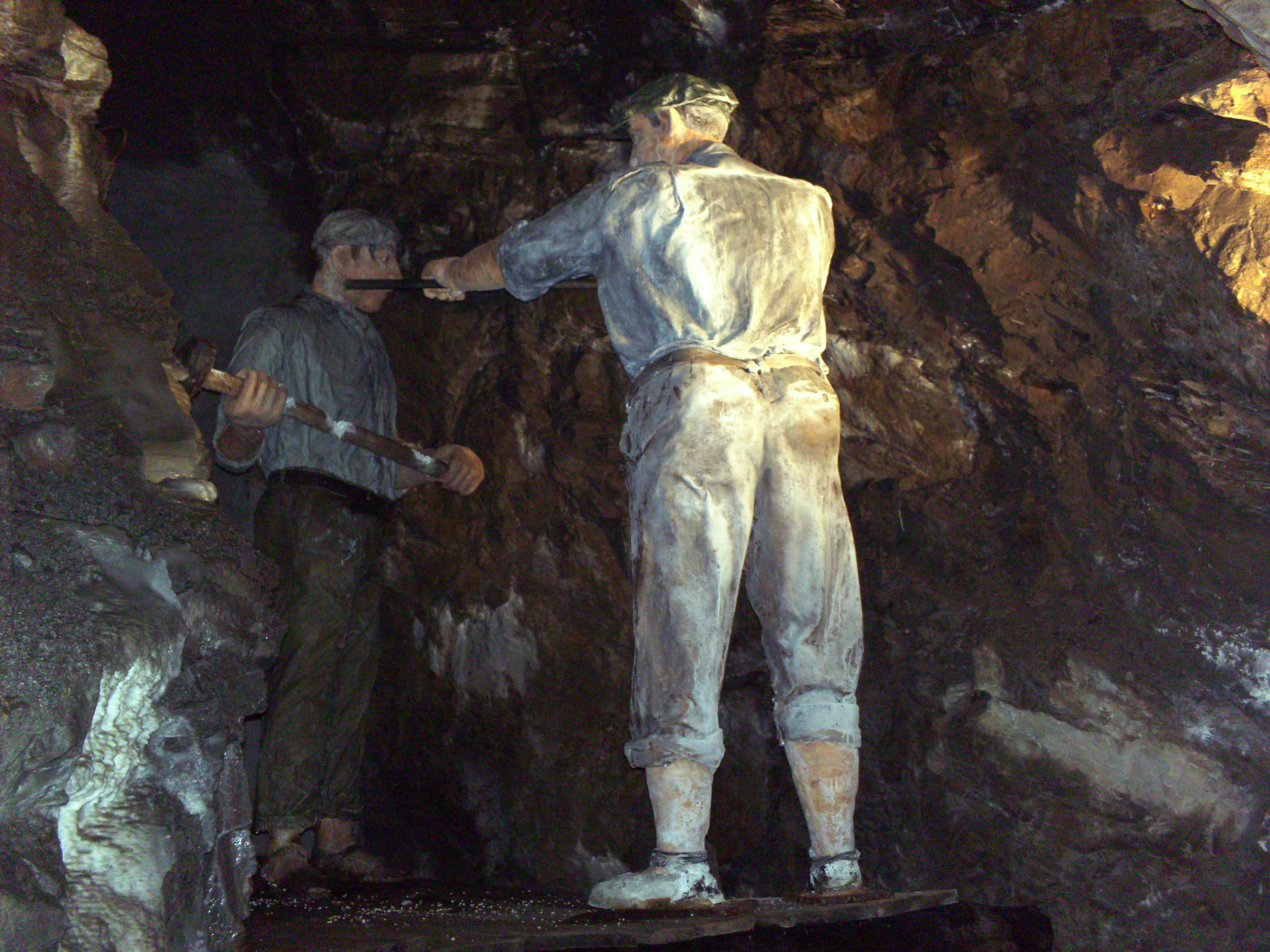
Reproducció d'uns minaires treballant a l'interior de la mina

Les mines de Bellmunt del Priorat ja s'explotaven a l'època romana, i la producció cessà el 1972. Foren el centre de la indústria minera del Priorat, ja que eren les més extenses (14 km de galeries i 620 m de profunditat). De les mines s'extreia galena, la mena més freqüent de plom.
A finals del segle xix s'hi construí una foneria, que permetia l'obtenció del plom tot just després de l'extracció de la galena.
L'any 2001 s'hi obrí el museu. Actualment hom pot visitar part de la mina Eugènia, que tenia aproximadament 14 km en unes 20 plantes sota terra d'uns 40 m d'alçada cada una. La part visitable fa uns 700 m de llargària i és a 35 m de profunditat.

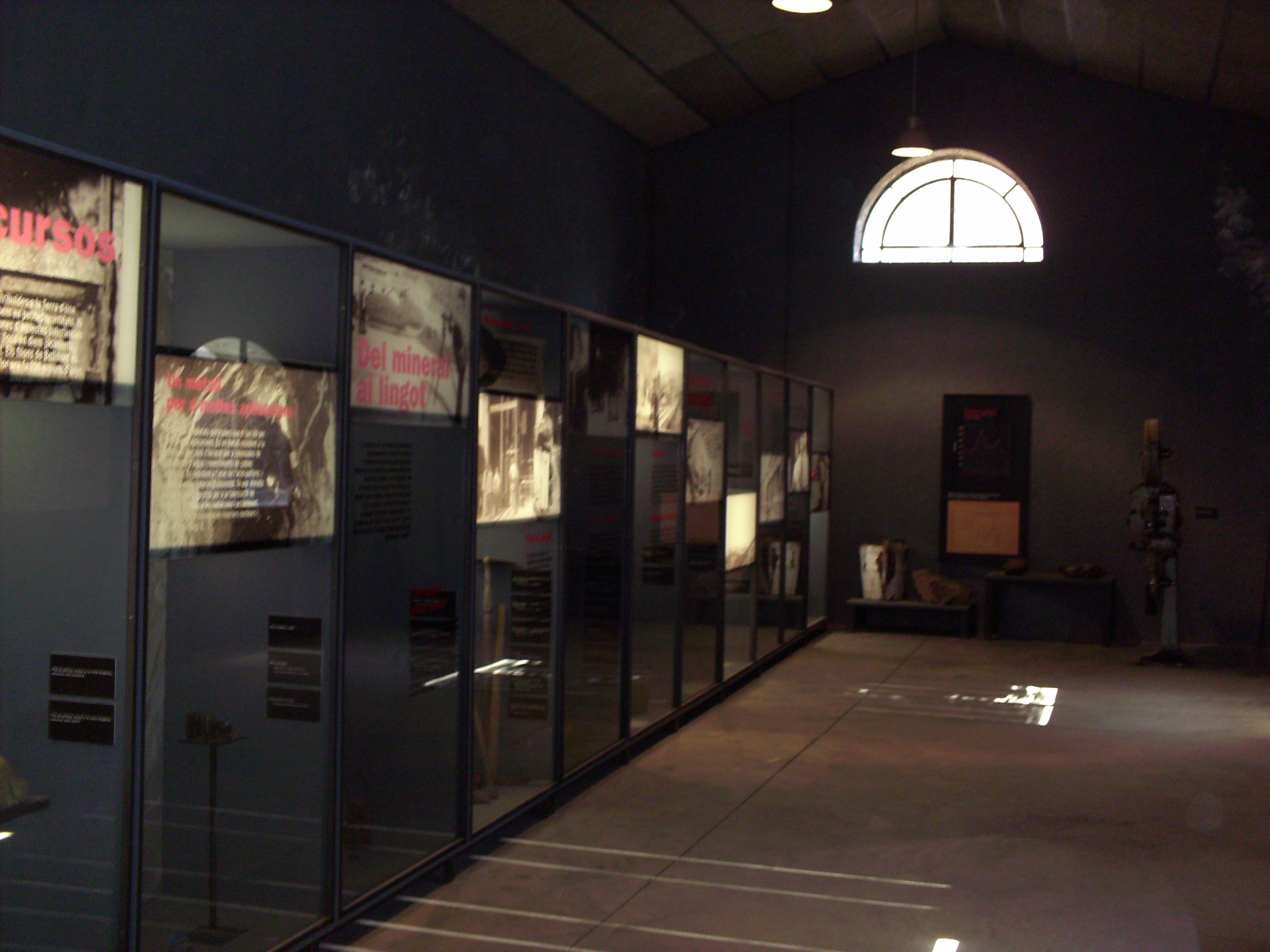
Interior del Museu de les mines de Bellmunt del Priorat

Prop de l'entrada a la mina, a la part més baixa del poble, hi ha la Casa de les Mines, un edifici d'estil modernista de l'any 1905 que serví d'oficines per a l'empresa explotadora de les mines i d'habitatge per als treballadors.

## Llocs d'interès
- Església de Santa Llúcia. (Horari de missa tots els dissabtes, amb horari d'hivern 18:00, al d'estiu 18:30h).
- Museu de les Mines de Plom
- Rentadors
- Bar Fuentes, el Casal, l'hostal Cal Quel
- Supermercat ca la Neus
- Les colònies, antigues cases dels miners. Són de propietat i no es poden visitar
- Riu Siurana: a pocs minuts caminant des del carrer de Riu, en direcció a Gratallops.

En la vida del poble hi ha hagut tres cementiris, el del centre del poble, que era al costat d'una ermita, actualment transformada en casa; el seu espai és ara una plaça. El segon està abandonat, és entre lo Xalet i la carretera que va a Falset, i el cementiri nou és entre la mina Gran i la Regia.

## Festes del poble
- Santa Bàrbara, 4 de desembre, patrona dels miners.
- Santa Llúcia, 13 de desembre, patrona del poble.
- El dia de Sants Innocents, 28 de desembre, compatró del poble.
- El dissabte després de Dilluns de Pàsqua, es fa la romeria a l'Ermita de la Mare de Déu de les Pinyeres.
- L'1 de maig i 11 de setembre es fa la tradicional clotxa a la pista polisportiva.
- Per Sant Joan (23 juny) i el dissabte més proper a Sant Jaume (25 juliol), es fa un sopar de verbena.

## Escola
Hi ha una escola primària: Escola lo Sarraí, amb 12 alumnes.